# Aleksandr Kolesnikow
Aleksandr Jakowlewicz Kolesnikow (ros. Александр Яковлевич Колесников, ur. 1930 we wsi Nowoołeksandriwka w rejonie krasnodońskim, zm. 23 stycznia 2008 w obwodzie ługańskim) – brygadzista kopalń w Donbasie, radziecki działacz partyjny, Bohater Pracy Socjalistycznej (1971).

## Życiorys
Od 1947 pracował w kopalni trustu „Krasnodonugol” w Krasnodonie, pomocnik maszynisty i maszynista, od 1961 górnik, od 1970 brygadzista brygady wydobywczej kopalni „Suchodolskaja nr 1” kombinatu „Krasnodonugol” Ministerstwa Przemysłu Węglowego Ukraińskiej SRR. Od 1966 członek KPZR, w 1967 wieczorowo ukończył technikum górnicze w Krasnodonie, w 1978 ukończył Kommunarski Instytut Górniczo-Metalurgiczny, w latach 80. przeszedł na emeryturę. W latach 1981–1990 członek KC KPZR, członek Biura Komitetu Obwodowego KPU w Ługańsku. Zasłużony górnik Ukrainy.

## Odznaczenia i nagrody
- Medal Sierp i Młot Bohatera Pracy Socjalistycznej (30 marca 1971)
- Order Lenina (30 marca 1971)
- Order Czerwonego Sztandaru Pracy
- Nagroda Państwowa Ukraińskiej SRR

I medale.